# 비로비티차포드라비나주

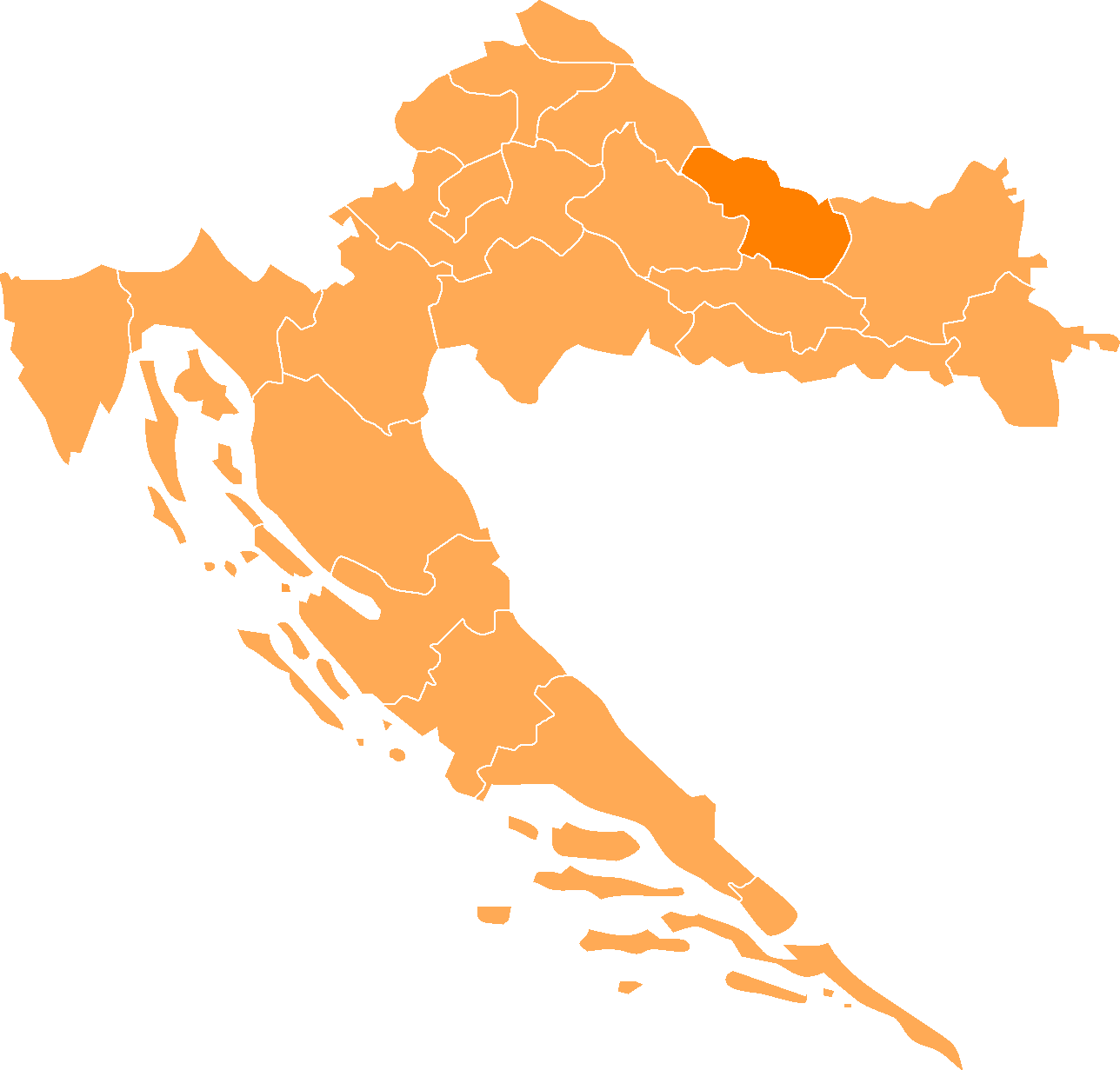
비로비티차포드라비나주의 위치

비로비티차포드라비나주(크로아티아어: Virovitičko-podravska županija)는 크로아티아 슬라보니아 지방 북부에 위치한 주로 주도는 비로비티차이며 면적은 2,021km2, 인구는 93,389명(2001년 기준), 인구 밀도는 46.2명/km2이다.
북쪽으로는 헝가리와 국경을 접하며 북서쪽으로는 코프리브니차크리제브치주, 서쪽으로는 벨로바르빌로고라주, 남쪽으로는 포제가슬라보니아주, 동쪽으로는 오시예크바라냐주와 접한다. 주 안에는 드라바강이 흐르며 '포드라비나'(Podravina, "드라바 강과 접해 있다"라는 뜻)라는 이름도 여기서 유래된 이름이다. 3개 시와 13개 지방 자치체를 관할하며 주 의회는 42개 의석으로 구성되어 있다.

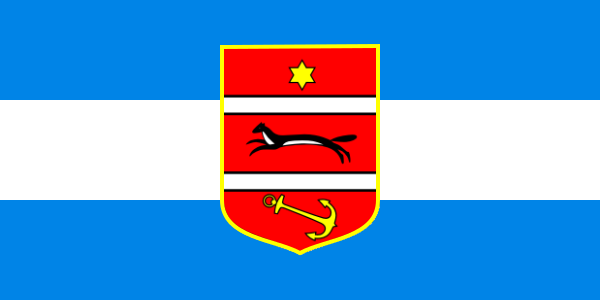
주기
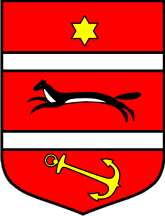
주 문장

## 인구
| 연도 | 인구    | ±%     |
| ---- | ------- | ------ |
| 1857 | 57,107  | —      |
| 1869 | 68,513  | +20.0% |
| 1880 | 69,225  | +1.0%  |
| 1890 | 82,419  | +19.1% |
| 1900 | 90,266  | +9.5%  |
| 1910 | 101,818 | +12.8% |
| 1921 | 102,824 | +1.0%  |
| 1931 | 125,049 | +21.6% |

| 연도 | 인구    | ±%     |
| ---- | ------- | ------ |
| 1948 | 125,372 | +0.3%  |
| 1953 | 131,517 | +4.9%  |
| 1961 | 127,512 | −3.0%  |
| 1971 | 116,314 | −8.8%  |
| 1981 | 107,339 | −7.7%  |
| 1991 | 104,625 | −2.5%  |
| 2001 | 93,389  | −10.7% |
| 2011 | 84,836  | −9.2%  |